# Букль дю Котон
Букль дю Котон (фр. Boucle du Coton) — шоссейная многодневная велогонка, проходившая по территории Буркина-Фасо с 2005 по 2011 год.

## История
Гонка была создана в 2005 году.
В 2006 году вошла в календарь Африканского тура UCI с категорией 2.2. А Бурикна-Фасо стала первой страной, в которой в течение одного сезона Африканского тура были проведены сразу две гонки (второй была Тур дю Фасо).
С 2009 стала снова стала проводиться в рамках национального календаря.
Маршрут гонки состоял из семи этапов, которые охватывали всю страну. А общая дистанция была в интервале от 700 до 800 км. Лидер гонки награждался белой майкой, спонсируемой компанией SOFITEX.
В гонке принимали в основном участие команды (представленные фактически национальными сборными) хлопководческих стран субрегиона (Бенина, Габона, Ганы, Кот-д'Ивуара, Мали, Нигера, Сенегала, Того), а также команды Ливии, Марокко и региональные клубы из Франции. Буркина-Фасо, как страна-организатор, выставляла сразу несколько команда. Общее количество команд составляло от 10 до 13 и было ограничено бюджетом гонки.
Своим названием гонка обязана хлопку, одному из важнейших видов экономической деятельности в стране.

## Призёры
| Год  | Победитель             | Второй                  | Третий                  |
| ---- | ---------------------- | ----------------------- | ----------------------- |
| 2005 | Гусвенде Савадого      | Рабаки Жереми Уэдраого  |                         |
| 2006 | Рабаки Жереми Уэдраого | Абд аль-Ваххаб Савадого | Саид Руамба             |
| 2007 | Саид Руамба            | Фетхи Ахмед Атунси      | Абд аль-Ваххаб Савадого |
| 2008 | Гусвенде Савадого      | Симон Пьер Киба         | Идрисса Уэдраого        |
| 2009 | Сеиду Талл             | Хамиду Ямеого           | Гудон Савадого          |
| 2010 | Фатао Савадого         |                         |                         |
| 2011 | Харуна Ильбудо         |                         |                         |